# Holy Cow!
Holy Cow! è il terzo album in studio del bassista statunitense Billy Sheehan, pubblicato nel 2008.

## Tracce
Testi e musiche di Billy Sheehan.
1. In a Week or Two (I'll Give It Back to You) – 3:44
2. Dynamic Elhilarator – 4:40
3. A Lit'l Bit'l Do It to 'Ya Ev'ry Time – 3:10
4. A Bloodless Casualty – 5:51
5. Make It to Another Day (I Keep Rolling on My Way) – 5:47
6. Another Broken Promise – 3:15
7. Just Another Humanoid – 3:57
8. Turning Point – 7:38
9. Two People Can Keep a Secret (If One of Them Is Dead) – 3:20
10. Theme From an Imaginary Sci Fi – 3:58
11. Cell Towers – 3:53

## Formazione
- Billy Sheehan – voce, basso, chitarra, armonica a bocca
- Paul Gilbert – chitarra in Dynamic Elhilarator
- Billy Gibbons – chitarra in A Lit'l Bit'l Do It to 'Ya Ev'ry Time
- Doug Pinnick – voce in Turning Point
- Ray Luzier – batteria
- Pat Regan – tastiera, campionamento
- Simone Sello – produzione, chitarra, campionamento